# Parafia św. Antoniego Padewskiego w Warpunach
Parafia świętego Antoniego Padewskiego w Warpunach – parafia rzymskokatolicka znajdująca się w archidiecezji warmińskiej, w dekanacie Mrągowo.